# Pasar Singkil
Pasar Singkil is een bestuurslaag in het regentschap Aceh Singkil van de provincie Atjeh, Indonesië. Pasar Singkil telt 1301 inwoners (volkstelling 2010).